# Baskut Tuncak

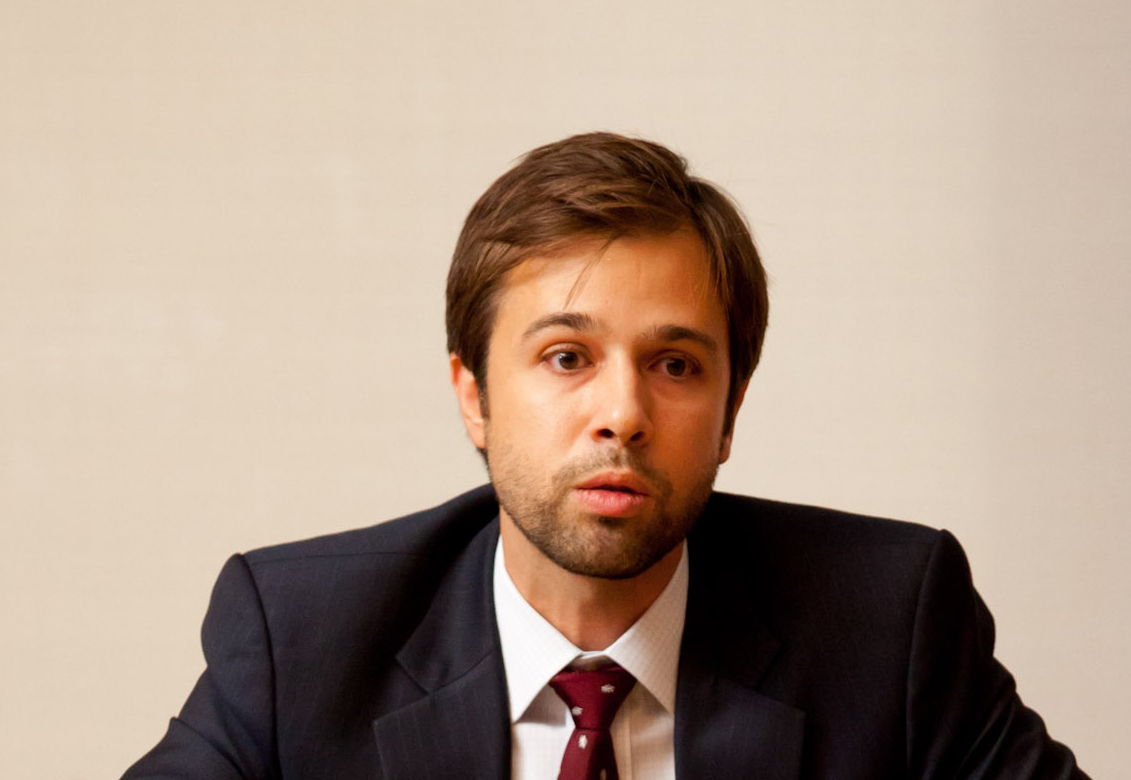

Baskut Tuncak (türkisch Başkut Tunçak; * etwa 1980) ist ein türkisch-US-amerikanischer Jurist, Chemiker und Menschenrechtsexperte, der von 2014 bis 2020 als UN-Sonderberichterstatter zu Giftstoffen und Menschenrechten und als UN-Sonderberichterstatter zu Auswirkungen von Umweltverschmutzung auf die Menschenrechte fungierte. Er ist bekannt für seine Arbeit zu den Auswirkungen toxischer Chemikalien auf vulnerable Gruppen und setzte sich international für strengere Regularien im Umgang mit Chemikalien ein.

## Ausbildung und Tätigkeit
Tuncak studierte Biochemie und Physik am Colby College sowie Jura an der Seattle University School of Law. Vor seiner juristischen Laufbahn arbeitete er als synthetischer Chemiker in der pharmazeutischen und biotechnologischen Industrie.
In seiner Funktion als UN-Sonderberichterstatter kritisierte er wiederholt den zu laschen Umgang mit gefährlichen Chemikalien und Exporte von verbotenen Chemikalien in Entwicklungsländer, wobei der Druck teilweise zum Erlassen von Verboten führte.
Seit 2020 - nach seiner Tätigkeit auf sechs Jahre begrenzten Amtszeit als UN-Sonderberichterstatter - leitet er das Massachusetts Toxics Use Reduction Institute (TURI) und ist Forschungsprofessor für öffentliche Gesundheit an der University of Massachusetts Lowell. Er berät weiterhin UN-Organisationen, Regierungen und NGOs zu Chemikalienmanagement.